# Danses afroperuanes
Les danses afroperuanes són aquelles creades pels pobles d'ascendència africana en el Perú.
En l'època virreinal, els pobles d'ascendència africana a poc a poc es van ser adaptant als nous costums, encara que van tractar de conservar el seu patrimoni cultural, principalment musical, el mateix que a poc a poc es va acriollar i es va desenvolupar en una cultura afro peruana pròpia. D'aquest original mestissatge de les cultures indígena, europea i africana van néixer els balls d'expressió negra en el Perú i al món.
La millor expressió d'alegria o tristesa d'aquesta cultura afro peruana és ballar al ritme dels tambors dels seus avantpassats africans.

## Llenguatge rítmic
Els negres en el Perú, amb la seva enginyosa alegria i rica cultura, utilitzaven tot el que els pogués suggerir ritme per crear les seves músiques i els seus balls amb la combinació de la sensualitat ritual sent el llenguatge corporal molt important en els seus moviments, amb cobles i pregons, els que amb les seves veus profundes, les seves mans i cossos, es van ser introduint intel·ligentment en la societat de l'època colonial. En l'actualitat hi ha un folklore negre típic peruà.

## Danses afroperuanes

### Aigua'i neu
Ball de zapateo competitiu entre ballarins independents de tots dos sexes acompanyat amb guitarra, amb girs de clara procedència espanyola. Es practicava al nord noi de la costa central, província de Huaral. El principal cultor d'aquest gènere era don Porfirio Vásquez, oriünd d'Aucallama, al costat del mestre de guitarra don Vicente Vásquez. Don Porfirio va fer el registre d'aquesta melodia, que va ser gravada en el disc "Cumanana", que va dirigir Nicomedes Santa Creu en la dècada de 1970.

### Amor fino
Gènere musical de competència cantat en el qual participa un nombre indeterminat de persones. No es balla. Es practicava a Lima i al nord del Perú, sobretot en Aucallama. Acompanya un guitarrista. Al barri de Lima de Malambo va destacar en el seu cultiu don Mateo Sancho Dávila integrant i cap visible de decimistas coneguts com "els dotze parells de França". Es recorda una melodia que la va difondre don Augusto Ascuez, qui deia que l'Amor Fi és molt alegre. En general es cantava al final d'un ball familiar o social en roda de vuit cantants i amb el guitarrista al centre. La regla prohibia repetir el vers que ja hagués estat cantat. Acaba la competència en quedar solament un dels cantants.

### Alcatraz
Dansa del gènere Festejo, vigent especialment a Lima i Ica. És una dansa eròtica festiva, de parella solta. Home i dona porten en la part posterior de la cintura, un drap, un tros de paper o quelcom similar; l'home amb una vela encesa tracta de prendre el ¨cucurutxo¨ mentre la dona balla movent els malucs. Actualment en la coreografia també la dona tracta de cremar a l'home. La música és interpretada per solista i cor de cantants, guitarres i percussió, els temes més coneguts pertanyen a Don Porfirio Vásquez i al seu fill Abelardo com “Al son de la tambora” i “Negrita ven” respectivament.
Devia el seu nom a un abillament de plomes del alcatraz que la dona portava lligat a l'esquena, a la qual devia l'home posar-li foc amb una vela encesa, però sense que cap dels ballarins perdés el ritme es balla amb els peus nus és un costum de les danses peruanes.

### Ball de front o ombligada
Ball eròtic festiu, ja extingit. Home i dona ballaven en clara al·lusió a la fertilitat. Nicomedes Santa Creu al·ludeix a aquesta dansa com una de les fonts originàries de la Zamacueca i/o Marinera De Lima. Observant similitud amb les danses d'iniciació sexual d'altres països com Cuba o Brasil, on es practicava el “vacunao”. Una referència a aquest ball va trobar A. Hesse en Moro en Chimbote el 1977.
En aquesta dansa es fa servir molt el melic.

### Ball 'terra o Golpe' terra
Vigent en Saña, Lambayeque. A diversos països sud-americans es parla dels "balls de terra", (especialment a Xile) que segons alguns es denominen així per diferenciar-los dels quals es ballen en tabladillo o escenari. La cançó "Els negres del Combo", cantada pel senyor Tana Medina en Ferotgia, és un cop’terra, amb marcades similituds amb el tondero.

### Cap
El cap era una espècie de dansa i ritual, on dos participants obstaculitzen en un cercle format per persones al són dels tambors, entrellaçaven les seves cames a manera d'enfrontament cos a cos i a manera d'entrenament físic. Actualment aquest art s'ha perdut.

### Canto de jarana
La marinera de Lima és coneguda com a "cant de jarana", en la qual cantants de manera individual o en duo estableixen una competència literària i musical, respectant una estructura.

### Congorito
Forma de Festeig la característica fonamental del qual és la repetició de la tornada que diu: "congorito dic jo, congorito" alternant-se amb cuartetas diverses. És un dels festejos més antics que es recorden, la lletra dels quals va ser recopilada el 1938 per Rosa Mercedes Ayarza de Morales.

### Cobla
Cuarteta de procedència espanyola, que es canta o es recita. Generalment es construeix en octosíl·labs (el vers més popular en el cancioner peruà i llatinoamericà). Ha d'haver estat la que origina la trucada Cumanana. Se li diu Cobla a la cuarteta recitada en l'intermedi de la marinera del nord. Exemple. Que cholo para mes miserable, del nord havia de ser, es fica al llit amb la seva cunyada, per no gastar a la seva dona. autor. Miguel Cingle Casaró

### Cumanana
Gènere literari musical. No és bailable. De vegades es canta en competència. La Cumanana es troba vigent en la costa nord peruana (Piura, Lambayeque i Tombis), havent-hi variants entre la lambayecana (Ferotgia, Batán Gran, Ferreñafe), amb les piuranas (Morropón) o les tumbesinas. També es canten cumanana a la zona andina de Piura (Huancabamba) amb melodia de cort indígena. Com a gènere literari permet tractar tota mena de temàtica: religiosa, amorosa, política, etc, sent material important en la reconstrucció de la història regional i el punt de vista popular.
Recentment la musicóloga Chalena Vásquez, va exposar sobre l'origen Kikongo de la paraula Kumanana, el significat de la qual correspon a un verb en reciprocitat: el saber, el tenir coneixement. La paraula s'analitza així: Ku (inici de verb) man (arrel verbal: saber, de tenir el coneixement) an (significa el verb en reciprocitat) - a (és final del verb en kikongo ja letà)

### Dansa Havanera
Gènere musical de Cuba. La seva cèl·lula rítmica, tango congo, la rep de la contradanza cubana, que és al seu torn una variació de les contradanzas europees arribades a l'illa en la segona meitat del segle xviii. La variació que reben les contradanzas arribades d'Europa en ser tocades pels músics negres i mulats criolls, és l'assimilació de les cèl·lules rítmiques africanes que es troben en la litúrgia afrocubana. Ancorada en l'Havanera, una variació cantada de la Dansa Havanera que es desenvolupa a partir de 1841 a la capital de l'illa, torna a Espanya per incorporar-se a la Zarzuela, sent molt popular a Amèrica hispana. El tango congo, present en l'havanera de l'òpera Carmen del francès George Bizet, va viatjar de retorn a Amèrica i està a la base de la milonga, de la maxixe brasilera i en el Tango. La seva temàtica és lliure, dedicada especialment al tema amorós. Generalment és un ritme lent, però accelera la seva dinàmica d'acord amb la temàtica del text.

### Dansa de Pallas
Dansa col·lectiva femenina que es balla en Nadal i Festa de Reyes a la Regió Ica. Les Pallas (paraula quechua que al·ludeix a donzelles) o pastores, es balla principalment a la zona del Carmen, el districte i els seus caserius en Chincha. El cor femení i la solista dona canten nadales alternant amb passades de zapateo. S'acompanya amb guitarra. Les ballarines porten bastons de ritme, anomenats "azucenas".

### Desenes
Forma literària que té intensa pràctica entre la població negra en tota la costa peruana, permet tractar tota mena de temes amb subtil humor, mostrant destresa literària i enginy. Quan es canten, segons Nicomedes Santa Creu, se'ls cridava Socabón. La desena, generalment treballada en octosíl·labs, rima els seus versos de la següent manera:
Aquest tipus de desena està vigent en diverses localitats del nord: van destacar Brando Briones en Ferotgia, Fernando Barrenzuela en Chulucanas (Morropón) i Juan Urcariegui a Lima.

### Desenes dempeus forçat
Són les desenes que s'inicien amb una Cuarteta O Cobla els versos de la qual acabaran cadascuna de les desenes de manera obligatòria. Don Nicomedes Santa Creu versa àmpliament sobre el tema en el llibre "La desena en el Perú" (1982). Luis Rocca en el seu llibre "L'altra història" consigna gran quantitat de desenes, particularment del poble de Ferotgia.

### Hatajo de negritos
Quadrilla, comparsa o grup de ball masculí conformat per parelles interdependents que s'organitza popularment per adorar al Nen en Nadal i es basa en la dinàmica de les nadales nadalenques espanyols. Està vigent als pobles del sud de Lima, especialment a la província de Cañete (departament de Lima) i en el departament d'Ica, sobretot a les zones Chincha, Pisco, Ica i Neixi, on és practicada per nens i joves al comandament d'un Caporal. Es canta i balla amb acompanyament de violí i campanetes que porten els ballarins a les mans.

### Landó
Gènere musical i coreogràfic l'origen del qual encara no està clarament dilucidat. Alguns investigadors asseveren que el vocable ve de la veu Lundú. Segons don Vicente Vásquez (en una entrevista de 1978), la primera notícia que va tenir del Landó era una versió fragmentada d'un pregó que deia "Zamba malató landó". Aquesta cançó va ser gravada per Nicomedes Santa Creu en el disc "Socabón", a la qual don Vicente Vásquez li posa acompanyament guitarrístico.
Els grups professionals de música solen considerar al Toro mata com a pertanyent al gènere Landó. cal recordar que Cecilia Barraza va gravar una recopilació feta per Caitro Soto d'un tema tradicional de la zona de Cañete anomenat Toro mata. No obstant això, a la zona de Cañete els pobladors ho identifiquen com un gènere amb nom propi: "Toro Mata" (testificat en una recerca de camp de 1978 realitzada per la musicóloga Chalena Vásquez).
Aquests dos temes: Toro Mata i Zamba malató, són preses com a base per a l'elaboració o consolidació del gènere conegut actualment com a Lando, a través d'assolides composicions d'autors com Chabuca Granda i Andrés Soto.
El Landó actual és un ritme fet en calaix de 12/8 que té la particularitat d'accentuar solament la primera de les quatre negres del compas. Els altres accents venen després de cada negra restant.

### Moros i cristians
Representació teatral de la batalla entre Moros i Cristians, com a acte sacramental que va ser ensenyat pels espanyols en el seu afany de catequización. En alguns llocs el sentit va canviar totalment fent "guanyar als moros enfront dels cristians". La recorden a la zona de Cañete, Chincha, així com en Chulucanas. Una descripció d'aquesta mostra de teatre popular, es troba en Erasme (Mar i Carbajal, 1974)

### Mozamala
La mozama és un Ball típic del carnestoltes de Lima, estava organitzat en quadrilles de diables que ballaven, fent salts extraordinaris, a les festes del carnestoltes al voltant dels carrers de Lima. Aquesta dansa es va practicar també en altres llocs de la costa, José Durand, seguint les indicacions d'Arturo Jiménez Borja, la va trobar per exemple en Virú en la dècada de 1970; danses similars es practiquen o practicaven en algunes províncies del departament d'Ica (Nasca, Chincha i Pisco)

### Els negritos de Huanuco
Dansa que es balla en grup que es diu quadrilla i està representat en línies o 2 files i dirigits per dues caporales. Aquesta dansa és una de les completes per ser religiosa cerimonial i avui és patrimoni cultural de la ciutat de Huánuco Perú. Es balla des del 24 de desembre fins al 20 gener en tota la ciutat és per això que ha esdevingut tradició i costum.

### One step
Aquest ritme nord-americà difós per la ràdio i pel cinema s'accepta i practica en els ambients criolls en el Perú, amb el caràcter d'una polca ràpida en la qual es pot cantar sobre diversos temes. Se sap que Felipe Pinglo té en el seu repertori diverses composicions d'aquest gènere.

### Ombligada
O "Cop de front", dansa ritual-festiva al·lusiva a la fertilitat. (Inf. Axel Hesse, l978)

### Panalivio
Amb el mateix nom coneixem dos tipus de cançons especialment practicades per sectors negres. Una d'elles és una mudança del Hatajo de Negritos, tenint en Amador Ballumbrosio i els seus fills els millors cultores. S'acompanya amb violí i es realitza contrapunt de zapateo. L'altra versió del Panalivio és com un lament lent -semblança a la dansa havanera- com és la cançó "A la Molina no vaig més".

### Pava
Dansa extingida de possible origen indígena. Es diu que al nord del Perú existia una dansa que imitava el apareamiento de la Pava Aliblanca d'origen prehispánico. Alguns estudiosos com a don Guillermo Riofrío (compositor piurano) veu en aquesta coreografia els antecedents del Tondero piurano.
La marinera del nord adopta passos d'aquest gènere, la faldilla amb què es balla la marinera mimetisa a la Pava.

### Pregó
Canto la funció del qual és donar a conèixer productes diversos per a la venda, han estat desenvolupats musicalment per diversos autors com Rosa Mercedes Ayarza de Morales. De ritme lliure, el Pregó es caracteritza per notes allargades i canvis de registre en la veu; efectes amb els quals es busca cridar l'atenció dels possibles clients. Es recorda especialment el pregó que anunciava "Revolució calenta";´"no em criden lladregota quan robo cors"

### Resbalosa
Part de la Marinera De Lima o Canto de Jarana. Es diu que porta aquest nom pel tipus de pas en ballar, el típic "escobilleo" que és com "relliscar" els peus. No obstant això en altres llocs es diu Refalosa, que ve possiblement del verb "refalar" que significa "llevar-se una peça, despullar-se d'alguna cosa" en castellà antic. És probable que el seu nom original hagi estat Refalosa i que després s'hagi canviat. La Refalosa o Resbalosa era una dansa independent, en l'actualitat en el Perú es troba sempre seguint a la Marinera De Lima. Pels moviments de major caràcter festiu-eròtic i altres referències, la coreografia hauria tingut major similitud amb la Zamacueca. (veure Romero, l988: 231)

### Ferotgia
Cançó del poble del mateix nom interpretada per solista i cor. Es caracteritza pel seu anticlericalisme segons indica l'historiador Luis Rocca. Està formada per tres parts molt diferenciades, una primera part lenta, que és la Zaña o Saña pròpiament dita (difonent-se la versió coral que va fer R. Alarco), una segona anomenada també glossa i una tercera o fugida. Aquesta mateixa estructura donaria lloc al Tondero com ho coneixem en l'actualitat. (Rocca, Luis, 1985:120)

### Socabón
Segons Nicomedes Santa Creu se li crida així a la Desena cantada. (Santa Creu, l974)
Diu don Fernando Romero que és un ball de negres peruans, que s'executava solament en els galpones on solien viure, sense acompanyament d'instruments i acompassat només per una melopea sense paraules.
"Va ser prohibit pel lasciu de la coreografia però clandestinament segueix ballant-se (...) El toc de la guitarra era l'anomenada Foradada (sic), ritme poc monòton i que era el mateix per totes les desenes" (cita a Erasme Muñoz en: F. Romero, l988:245)

### Són dels diables
Dansa que s'origina a Lima, en el Corpus, i passa després a ser dansa de Carnestoltes. Representa al diable (amb màscares, cues, tridents) i sortia pels carrers com una Comparsa al comandament del Caporal fins a la dècada de 1940 (Vicente Vásquez. Entrev. l978). La coreografia incloïa passades de zapateo i moviments acrobàtics així com crits per espantar als transeünts. S'acompanyava amb guitarres, capseta i maixella de ruc.

### Tondero
Ball de parelles independents vigent en Tombis, Piura i Lambayeque. Morropón (Piura) i Ferotgia (Lambayeque) disputen per ser la font originària del Tondero. Tots dos llocs són importants assentament de població negra. En Ferotgia es diu que el Tondero ve de la veu "Lundero", que seria per nominar als quals tocaven o practicaven el Lundu, ja que una de les cançons més importants -Zaña o Ferotgia- conté repetides vegades i com a tornada "Al lundero li dona", o "a lundero li dona" a lundero li dona, Ferotgia!, a lundero li dona"
Així, una primera part -lenta- d'aquest cant canta amb ironia diverses facetes de la vida quotidiana de Ferotgia - a aquesta part li criden Ferotgia- i després entra amb ritme accelerat i sincopado el cop de Tondero -en Calaix o en Txec- al que es diu Tondero. Alguns estudiosos relacionen la coreografia del tondero amb una dansa indígena que imitava moviments d'aparellament de la Pava Aliblanca d'origen prehispánico. Definitivament el tondero té ritme, melodia i coreografia que molt poc té a veure amb la marinera. El tondero és més que sensual i cal veure'ls ballar als camperols altopiuranos en l'anomenada costa calenta situada en les extenses i poblades planicies de la província de Morropón d'on és originari, segons tot ho indica, tot i que és conreat en tota la costa nord.

### Trist amb fugida de tondero
Forma musical composta d'una banda lenta molt semblada al yaraví i que al nord se li crida Trist, amb girs melòdics de procedència andina, pel que sembla és una variant que esdevé del Harawi i una altra part ràpida -amb entrada en bordons característica i obligatòria- que podria esdevenir d'un cop de tambor o de marímbula (sense estar provada encara aquesta hipòtesi). Com a gènere musical és una de les més clares mostres de mestissatge hispà-afro-indígena.
És important observar comparativament l'harmonia bimodal del Tondero (major-menor) i els girs pentatónicos que puguin haver-hi en les seves melodies, elements que emfatitzen el caràcter indígena d'aquesta forma musical.

### Toro mata
Cançó recopilada en Cañete i en El Guayabo (Chincha) (veure: Tompkins, l981). Difosa comercialment com a pertanyent al gènere landó (si bé en Cañete se'l considera com un gènere propi). Existeixen diverses versions del Toro Mata, recopilades per Tompkins entre l975 i l976. Aquest investigador dedica un capítol de la seva tesi (cap. 10) a aquest gènere musical, consignant cinc versions, i un comentari analític d'aquestes.

### Yunza
Es diu així a un dels esdeveniments de la festa de Carnestoltes en el qual s'adorna un arbre i es van alternant les parelles a tallar-ho amb un destral fins que cau. Cançó de Yunza és "Huanchihualito" que s'interpreta en el Guayabo, Chincha, amb cobles diverses que s'improvisen alternant amb la tornada de "huanchihualito, huanchihualó/ per a amant només jo "... corejada pels ballarins en roda.

### Zamba landó
És una peça del gènere del Landó la tornada del qual diu "Zamba-malató-landó", que va ser reconstruïda per a un enregistrament en la dècada de 1960. Don Vicente Vásquez va crear l'acompanyament guitarrístico.

### Zamacueca
Gènere musical anterior a la Marinera, pel que sembla va ser una dansa molt difosa des de la capital del Perú, fins a Bolívia, Argentina i Xile. Don Fernando Romero (l939) demostra que és aquesta mateixa dansa la que dona lloc a la Marinera, així com dona una aproximació etimològica en el seu treball sobre Afronegrismos. (Romero, l988:274). Es ballava en el festival d'Amancaes a la fi del segle xix i principis del segle xx
És una dansa de tall eròtic-festiu que va ser censurada pels seus moviments "atrevits" (Toledo, l990). Victòria Santa Creu la reconstrueix en la dècada de 1970, prenent com a model el vestuari que apareix en les aquarel·les de Pancho Fierro i amb les referències del musicòleg argentí Carlos Vega. En l'actualitat es coneixen algunes Zamacuecas creades especialment per a l'espectacle, mes no es troba en la pràctica popular espontània.

### Zapateo
El zapateo afroperuano és una competència entre ballarins al compàs del calaix afroperuano i la guitarra d'origen àrab. El zapateo afroperuano té origen en balls d'Àfrica. Es divideix en Zapateo en Major i en Menor, definits gràcies al guitarrista don Vicente Vásquez, qui continuant al seu pare, don Porfirio Vásquez va registrar les melodies principals d'aquesta forma musical. Les passades de zapateo tenen un reglament, com a joc de competència. El zapateo afroperuano requereix ensinistrament i habilitat, i se circumscriu usualment als grups o persones que practiquen la música i la dansa professionalment, però és important observar que aquesta forma musical i danzarina es practica en les festivitats del Hatajo de Negritos al sud de Lima així com en La Dansa de les Pallas en el departament d'Ica. En el ball flamenc es refereix a la percussió rítmica que executen els ballarins amb els peus, usant les sabates de flamenc.

### Zambapalo
En el treball de Tompkins sobre la música afroperuana consta una sèrie de danses que van ser difoses d'alguna manera a Hispanoamèrica. Moltes d'elles van quedar solament en les cites de cronistes, una d'elles és el Zambapalo.